# Искра, Николай Николаевич
Никола́й Никола́евич Искра (29 октября 1946 — 19 декабря 2007) — советский и российский художник. Самый известный обнинский авангардный художник.

## Биография
Жил в Обнинске около тридцати лет. Четыре года провёл в Германии. Работал в рекламном бизнесе Обнинска.
Особенность творческой манеры — постоянная смена стиля:
Автор, который повторяется, становится неинтересен ни себе, ни зрителям. Я не люблю стоять на месте.
В 1980-е годы вместо ответа оппонентам, обвинившим его в «мазне» и неумении рисовать, выступил с копиями натюрмортов фламандских художников XVII века.
Персональные выставки проходили в Обнинске, Малоярославце, Калуге, Москве, Рязани, Санкт-Петербурге.
В 2006 году выиграл конкурс к 50-летию Обнинска «Лучшая работа о городе» с коллажем — большой фотографией Обнинска начала 1960-х годов за оконной рамой — и получил право провести персональную выставку в Музее истории города Обнинска, подготовленную им к концу 2007 года. Выставка «ART-версия» была полностью сделана в технике масляного карандаша как парафраз творчества Энди Уорхола. Сам он сказал о ней:
Эта выставка задумывалась как цельный, единый проект, объединенный общей идеей. <…> Все картины выполнены масляным карандашом. Конечно, он не дает особенного богатства цветовых оттенков, но зато обладает прозрачностью акварели и легким цветом.

### Семья
Жена — Татьяна

## Выставки

### Персональные выставки
- 2008 — «ART-версия», Санкт-Петербург[3]
- 2008 — «ART-версия», Москва, выставочный зал «Галерея Измайлово», 25 февраля — 30 марта[3][4]
- 2007 — «ART-версия», Малоярославец[3]
- 2007 — «ART-версия», Обнинск, Музей истории города Обнинска, 20 октября — 28 ноября[2][3][5][6]

### Групповые выставки
- 2006 — Выставка обнинских художников (к 50-летию города), Обнинск, Музей истории города Обнинска.[2][3]

## Рецепция
Журналист Сергей Коротков:
Когда в [Обнинске] проводится очередная юбилейная биеннале, то все художники как художники, но только [Искра] обязательно учудит что-нибудь из ряда вон. То «живопись высоких технологий» придумает, то смастырит концептуальный чемодан из картона, а то и настоящее окно в будущее прорубит. Короче, Незнайка и Самоделкин в одном флаконе. Фантазёр-работяга. 

У художника [Искры] золотые руки и отличное чувство цвета. Однако, чем «красить» банальные полотна, он лучше будет сколачивать рекламные щиты и терпеливо ждать прихода вдохновения. И, надо сказать, это его терпение вознаграждается с лихвой…

Если честно, то в [Обнинске] нет художника более востребуемого, нежели [Искра]: в каждом втором [обнинском] офисе висит его картина, причём даже далекие от искусства посетители с полбрыка узнают руку мастера.